# الانتخابات العامة الليبية 1960
أجريت الانتخابات العامة في ليبيا يوم 17 يناير 1960.

## الإدارة
تم تقسيم البلاد إلى 55 دائرة انتخابية للانتخابات. تم الطعن في غالبية الدوائر الانتخابية من قبل اثنين أو أكثر من المرشحين، على الرغم من أن الأحزاب السياسية كما كانت محظورة في ذلك الوقت، كان جميع المرشحين المستقلين. وكانت هذه الانتخابات الأولى التي يستخدم فيها الاقتراع السري على الصعيد الوطني، وسابقا كانت محصورة في المناطق الحضرية.

## النتائج
خسر رئيس الوزراء عبد المجيد كعبار وجميع وزراء آخرين أعيد انتخابه، ولكن رئيس مجلس النواب سالم القاضي له مقعد.التالية الانتخابات، تم تعيين القاضي زير التربية والتعليم، لتحل محل أبو بكر نعمة، الذي أصبح حاكم طرابلس . أحمد هاسايري-استبدال إبراهيم بن شعبان وزير الدفاع، في حين عين بن شعبان بأنه «السفير ككل». أصبح وزيرا للاقتصاد رجب بن كاتو وزير الصحة، تبادل المحافظ مع محمد بن عثمان. بقي عبد الحميد الديباني وزير العدل، بقي نصر كيزا-بقي وزير الاتصالات ووهبي البوري وزير الدولة.